# Burdachia sphaerocarpa
Burdachia sphaerocarpa är en tvåhjärtbladig växtart som beskrevs av Adrien Henri Laurent de Jussieu. Burdachia sphaerocarpa ingår i släktet Burdachia och familjen Malpighiaceae. Utöver nominatformen finns också underarten B. s. glandifera.